# Chelnok Lake
Der Chelnok Lake (englisch; russisch Озеро Челнок Osero Tschelnok) ist ein durch Schmelzwasser gespeister See an der Ingrid-Christensen-Küste des ostantarktischen Prinzessin-Elisabeth-Lands. Er liegt zwischen dem Sørsdal-Gletscher und dem südlichen Teil der Vestfoldberge. Die Chelnok Falls bilden seinen Abfluss.
Luftaufnahmen entstanden bei der US-amerikanischen Operation Deep Freeze (1946–1947), 1956 bei einer sowjetischen Antarktisexpedition sowie 1957 und 1958 im Zuge der Australian National Antarctic Research Expeditions. Den russischen Namen übertrug das Antarctic Names Committee of Australia im Jahr 1973 ins Englische.